# 中静裕之
中静 裕之（なかしずか ひろゆき、1969年 - ）は、日本の医学者、医師。専門は、眼科学。学位は、博士（医学）。
日本大学医学部視覚科学系眼科学分野教授、日本大学病院副病院長・アイセンター長・眼科科長。　

## 略歴
- 1994年3月 - 日本大学医学部卒業[1]
- 1994年4月 - 日本大学医学部眼科学教室助手[1] 、日本大学医学部附属板橋病院眼科[1]
- 1995年7月 - 日本大学医学部眼科学教室助手、日本大学医学部付属練馬光が丘病院眼科[1]
- 1996年1月 - 横須賀市立市民病院眼科[1]
- 1997年1月 - 日本大学医学部眼科学教室助手、日本大学医学部附属板橋病院眼科[1]
- 1997年7月 - 江口眼科病院眼科[1]
- 1998年4月 - 日本大学医学部眼科学教室助手、日本大学医学部附属板橋病院眼科[1]
- 2000年9月 - 横浜中央病院眼科[1]
- 2003年10月 - 日本大学医学部眼科学講座助手、駿河台日本大学病院眼科[1]
- 2007年4月 - 日本大学医学部視覚科学系眼科学分野助手、駿河台日本大学病院眼科
- 2008年10月 - 日本大学医学部視覚科学系眼科学分野助教[1] 、駿河台日本大学病院眼科
- 2011年7月 - 日本大学より博士（医学）を取得（論文タイトルは『ポリープ状脈絡膜血管症の臨床病理組織学的所見』）[3]
- 2012年11月 - 日本大学医学部視覚科学系眼科学分野助教・診療准教授[1] 、駿河台日本大学病院眼科
- 2014年10月 - 日本大学医学部視覚科学系眼科学分野助教・診療准教授、日本大学病院眼科病棟医長[4]
- 2016年11月 - 日本大学医学部視覚科学系眼科学分野准教授[1] 、日本大学病院眼科病棟医長
- 2017年4月 - 日本大学医学部視覚科学系眼科学分野准教授、日本大学病院アイセンター長[1] [5]・眼科科長
- 2017年7月 - 日本大学医学部視覚科学系眼科学分野准教授・診療教授[1] 、日本大学病院アイセンター長・眼科科長
- 2020年11月 - 日本大学医学部視覚科学系眼科学分野教授[1] 、日本大学病院アイセンター長・眼科科長
- 2022年4月 - 日本大学医学部視覚科学系眼科学分野教授[1] 、日本大学病院副病院長[2]・アイセンター長・眼科科長